# Estação Plaza de Mayo
A Estação Plaza de Mayo é uma das estações do Metro de Buenos Aires, situada em Buenos Aires. É uma das estações terminais da Linha A.
Foi inaugurada em 01 de dezembro de 1913. Localiza-se no cruzamento da Avenida Hipólito Yrigoyen com a Rua Balcarce. Atende o bairro de Monserrat.
Esta estação pertenceu ao primeiro trecho da linha inaugurada em 1 de dezembro de 1913, que unia esta estação com a estação de Plaza Miserere.
É uma estação movimentada devido a que é cabeceira da linha A e se encontra no centro histórico de Buenos Aires. Nas proximidades estão alguns dos edifícios públicos mais importantes do país como a Casa Rosada, o Ministério de Economia, a Catedral Metropolitana e antiga prefeitura da cidade de Buenos Aires. Também se encontra a Praça de Maio, centro turístico e de protesto onde se encontra a Pirâmide de Maio. A menos de algumas centenas de metros se localiza o bairro de Puerto Madero, outro dos centros turísticos da cidade.

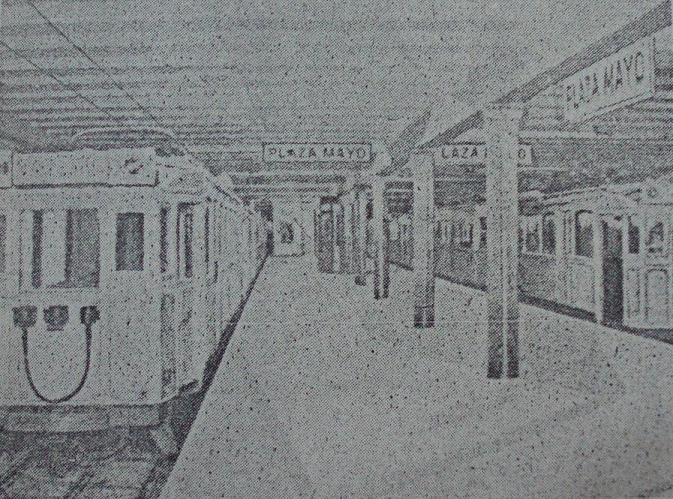
Plaza Mayo (sic) em 1913

Foi nomeada em honra à Praça de Maio, a praça mais importante da cidade. A Praça era na época colonial a Praça Maior em torno da qual se formou a cidade, sendo sempre centro de protesto popular. Nos revestimentos de granito da fachada da AFIP, muito próxima da saída do estação, se encontram os únicos sinais do bombardeio da Praça de Maio em 16 de junho de 1955, que deixou mais de 300 mortos. A Praça foi assim mesmo um dos epicentros dos cacerolazos ocorridos em dezembro de 2001.

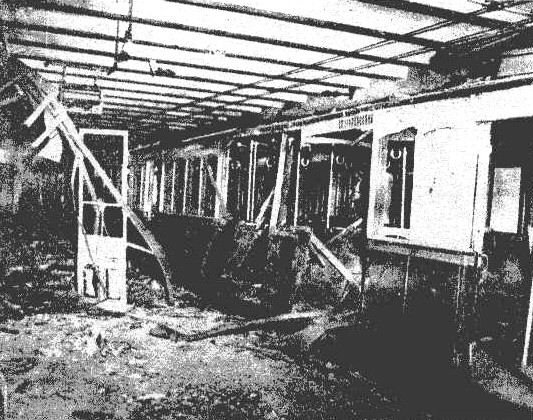
A estação após o atentado de 1953

Em 15 de abril de 1953, a estação foi seriamente danificada pelo estouro de uma bomba colocada em um de seus acessos. Na praça se levava a cabo um ato da CGT no qual o presidente Juan Domingo Perón estava dando um discurso. Morreram mais de 5 pessoas.
Em 1997 esta estação foi declarada monumento histórico nacional.